# Effetto anodico

Un'illustrazione dell'effetto anodico in un tubo radiogeno, il percorso effettuato all'interno dell'anodo da parte del raggio emesso perpendicolarmente alla direzione degli elettroni è maggiore rispetto a quello effettuato dal raggio emesso in direzione del catodo.

Nei tubi radiogeni, l'effetto anodico, conosciuto anche come effetto spigolo o effetto tacco (dall'inglese heel effect), è una variazione dell'intensità dei raggi X emessi dall'anodo dipendente dalla direzione di emissione. A causa della forma geometrica dell'anodo, infatti, i raggi X emessi verso il catodo sono generalmente più intensi di quelli emessi in direzione perpendicolare all'asse catodo-anodo. L'effetto deriva dall'assorbimento dei fotoni X prima che essi lascino l'anodo nel quale sono stati prodotti. L'intensità di questo assorbimento dipende dal percorso che i fotoni devono fare all'interno del materiale che costituisce l'anodo, che a sua volta dipende dalla direzione di emissione.

## Fattori

### Distanza sorgente - ricevitore
La distanza tra l'anodo, la sorgente dei raggi X, e il ricevitore dell'immagine influenza molto l'intensità apparente dell'effetto anodico. Più corta è la distanza, infatti, e meno i raggi divergono, ne consegue quindi che l'effetto anodico risulta meno evidente che per distanze sorgente - ricevitore elevate.

### Dimensione del ricevitore
Nella diagnostica a raggi X i raggi possono essere collimati per formare fasci più o meno larghi. Un ricevitore di immagine largo sarà in grado di catturare una percentuale del fascio generato più grande rispetto a quella che potrebbe catturare un ricevitore più stretto, ne consegue che con un ricevitore avente una superficie di ricezione inferiore l'effetto anodico sarà meno osservabile.

### Angolo dell'anodo
Maggiore è l'angolo dell'anodo, meno lungo sarà il percorso che i fotoni X prodotti dovranno effettuare all'interno del materiale dell'anodo prima di uscirne, un aumento dell'angolo dell'anodo, quindi, diminuisce l'intensità dell'effetto anodico sebbene esso comporti però un incremento delle dimensioni della macchia focale.

## Soluzioni
Tutti i moderni generatori di raggi X presentano l'effetto anodico. In radiologia, onde evitare che l'effetto risulti troppo evidente sulle immagini, si fa posizionare il paziente in modo che la componente del fascio a energia maggiore colpisca
gli organi più spessi, quando, ad esempio, si vuole radiografare un piede, più spesso all'altezza della caviglia piuttosto che a livello delle dita, le dita dovrebbero essere posizionate verso l'anodo e la caviglia verso il catodo.
Esiste anche l'opportunità di installare dei filtri per attenuare maggiormente una parte del fascio o di aggiustare automaticamente le immagini tramite software che intervengono sui singoli pixel dell'immagine.